# Phalacrocorax urile
Il cormorano facciarossa (Phalacrocorax urile J. F. Gmelin, 1789) è un uccello appartenente alla famiglia dei Falacrocoracidi diffuso lungo le coste settentrionali dell'oceano Pacifico.

## Descrizione
Lungo circa 84 cm, presenta becco e collo più lunghi e sottili dei congeneri.

## Distribuzione e habitat
Vive in Alaska e nelle isole Aleutine.